# Slučaj na šachte vosem'
Slučaj na šachte vosem' (Случай на шахте восемь) è un film del 1957 diretto da Vladimir Pavlovič Basov.